# Heimatverein Kraichgau
Der Heimatverein Kraichgau e. V. wurde 1972 gegründet zur Bewahrung des Bewusstseins, dass der Kraichgau eine eigenständige geographische Einheit im Nordwesten von Baden-Württemberg ist und eine über Jahrhunderte gewachsene Geschichtslandschaft darstellt.

## Geschichte
Der Heimatverein Kraichgau wurde 1972 in Sinsheim gegründet als Reaktion auf die Auflösung des Landkreises Sinsheim, der der einzige ganz im Kraichgau liegende Landkreis war. Prägend für die Entwicklung des Vereins war der Eppinger Lehrer Bernd Röcker (* 1942), der den Verein ab 1982 erst stellvertretend, dann kommissarisch und ab 1986 auch formell leitete. Röcker zog sich 2011 vom Amt zurück, stand dem Verein später aber von 2014 bis 2018 nochmals vor, bevor er die Leitung an Alfred Götz (* 1947) übergab, dem die Verjüngung des Vereins ein Anliegen war und der deswegen 2023 zugunsten der Autorin Susanne Kaiser-Asoronye (* 1966) auf das Amt verzichtete.
Im Lauf der Zeit wurden verschiedene Arbeitskreise (Burgen und Schlösser, Archäologie, Genealogie, Bibliographie) gegründet und mehrere Schriftenreihen zu regionalhistorischen Themen aufgelegt. Im November 1984 reifte die Idee, die durch Nachlässe angesammelten Literaturbestände des Vereins zentral unterzubringen und öffentlich zugänglich zu machen. Die Stadt Kraichtal überließ dem Verein zu diesem Zweck zwei Räume im Obergeschoss von Schloss Gochsheim, die 1985 zu Bibliotheksräumen hergerichtet wurden. Die Kraichgau-Bibliothek Gochsheim ist seit 1986  an mehreren Tagen im Jahr für die Benutzung geöffnet. 2001 veröffentlichte der Heimatverein den ersten Band einer Regionalbibliographie zum Kraichgau, die auf den Beständen der Bibliothek basiert.

## Ziele
Die Ziele des Vereins sind die Förderung der Heimatforschung und Heimatpflege im ganzen Kraichgau über die Landkreis- und Regierungsbezirksgrenzen hinweg, die Bewahrung und Pflege des Kulturgutes im Kraichgau, sowie der Schutz der Natur, Umwelt und Landschaft.

## Aktivitäten
Der Heimatverein Kraichgau hat folgende Arbeitskreise:
- Arbeitskreis Burgen und Schlösser im Kraichgau
- Arbeitskreis Bibliographie
- Arbeitskreis Archäologie
- Arbeitskreis Genealogie (gegründet 1991 und bis 2013 geleitet von Emil Schumacher)

Der Verein unterhält im Schloss Gochsheim die Kraichgau-Bibliothek, in der die gesamte Literatur über den Kraichgau gesammelt und öffentlich zugänglich gemacht wird.
Seine Ziele möchte der Verein außer durch die Publikation seiner Schriften auch durch ein Veranstaltungsprogramm mit Vorträgen, Besichtigungen, Exkursionen und Gesprächsrunden erreichen.

## Publikationen
Der Heimatverein Kraichgau hat drei Publikationsreihen. Das Jahrbuch Kraichgau. Beiträge zur Landschafts- und Heimatforschung erschien bereits seit 1968 (zunächst unter anderer Herausgeberschaft). Die Ausgaben 2002–2020 sind bei der BLB Karlsruhe frei abrufbar.
In der Reihe Sonderveröffentlichungen sind bisher über 40 Bände erschienen, darunter:
- Dieter und Ravan Göler von Ravensburg: Die Göler von Ravensburg. Entstehung und Entwicklung eines Geschlechts der Kraichgauer Ritterschaft. (Sonderdruck Nr. 1), Sinsheim 1979
- Hermann Humburger: Volksmund im Land am Steinsberg
- Karl Diefenbacher, Hans Ulrich Pfister und Kurt H. Hotz: Schweizer Einwanderer in den Kraichgau
- Karl Wilhelmi: Die Grabalterthümer der Burgunden, Franken und Alamannen. Aus den ersten Zeiten des Christenthums. Erstausgabe des nachgelassenen Werkes, hrsg. von Klaus Eckerle im Auftrag der Freunde Sinsheimer Geschichte e. V., des Heimatvereins Kraichgau e. V. und der Stadt Sinsheim. Sinsheim 1986, ISBN 3-89735-183-8.
- Erwin Huxhold: Die Fachwerkhäuser im Kraichgau. Ein Führer zu den Baudenkmälern. Hrsg. vom Heimatverein Kraichgau e. V., 3. ergänzte Auflage - Ubstadt-Weiher 2002, ISBN 3-89735-185-4.
- Kurt Andermann: Die Urkunden des freiherrlich von Gemmingen’schen Archivs auf Burg Guttenberg über dem Neckar 1353 – 1802 (Regesten), Sinsheim 1990.
- Alfred Leiblein: Zur Forstgeschichte im Kraichgau. Der freie Markwald der ehemaligen Gemeinde Bargen. Sinsheim 1992.
- Clemens Rehm / Konrad Krimm (Hrsg.): Zwischen Fürsten und Bauern. Reichsritterschaft im Kraichgau. 2. Aufl., Sinsheim 1994.
- Bernd Röcker / Arnold Scheuerbrandt (Hrsg.): Grenzraum Kraichgau. Sinsheim 1996.
- Konrad Krimm/Heinz Maag: Adler und Dornenkranz. 275 Jahre Kraichgauer Adeliges Damenstift. Karlsruhe 1993.
- Kurt Andermann: Das Kopialbuch des Engelhard von Neipperg († 1495). Urkundenregesten (um 1235) 1331–1493. (Sonderveröffentlichung Nr. 11) Sinsheim 1994.
- R. Eiermann / P. Remm: Kraichgau 1945, Bd. 1: Dokumente aus den Militärarchiven. Ubstadt-Weiher 1995.
- R. Eiermann / P. Remm: Kraichgau 1945, Bd. 2: Augenzeugenberichte, amtliche Dokumente. Ubstadt-Weiher 1996.
- Kraichgau 1945, Bd. 3: Wiederaufbau und Eingliederung der Flüchtlinge und Heimatvertriebenen, bearbeitet von D. Ebert / A. Scheuerbrandt / B. Röcker
- Meinhold Lurz: Die Ritter von Venningen. Verwaltung im Amt Kirrweiler, Sinsheim 1996.
- Meinhold Lurz: Die Freiherren von Venningen, Sinsheim 1997.
- Ludwig H. Hildebrandt (Hrsg.): Archäologie und Wüstungsforschung im Kraichgau, Ubstadt-Weiher 1997, ISBN 3-929366-34-7.
- Werner Streckfuß: Adam Hammer, ein badischer Achtundvierziger, Sinsheim 1998.
- Konstantin Huber / Jürgen H. Staps: Die Musterungslisten des württembergischen Amtes Maulbronn. 1523-1608, Pforzheim 1999.
- David Chyträus: Kraichgau - De Creichgoia. Faksimile der Ausgabe Wittenberg 1561. Hrsg. und neu übersetzt von Reinhard Düchting und Boris Körkel. Ubstadt-Weiher 1999.
- Bernd Röcker: Der Bauernkrieg in Kraichgau und Hardt, Ubstadt-Weiher 2000, ISBN 3-89735-134-X.
- Marliese Echner-Klingmann: Kraichgauer Wortschatz, Sinsheim 2000.
- Doris Ebert: Elisabeth Silbereisen. Bürgertochter, Klosterfrau, Ehefrau des Reformators Martin Bucer, Sinsheim 2000, ISBN 3-929295-75-X.
- Alfred Götz: Regional-Bibliographie Kraichgau, Bd. 1: Allgemeine und Personenliteratur, Sinsheim 2001, ISBN 3-921214-20-3.
- Bernd Röcker; Martin Schneider; Karl-Heinz Glaser (Hrsg.): Reformation und Humanismus im Kraichgau, Sinsheim 2003, ISBN 3-921214-26-2.
- Ludwig H. Hildenbrandt (Hrsg.): Bergbauliche Unternehmungen und Funde im Kraichgau. ISBN 3-89735-211-7.
- Doris Ebert / Gereon Beuckers (Hrsg.): Kloster St. Maria zu Lobenfeld (um 1145-1560). Untersuchungen zu Geschichte, Kunstgeschichte und Archäologie, Petersberg (Imhof) 2001, ISBN 3-935590-20-2.
- Gabriela Nutz: Die mittelalterlichen Wandmalereien der Klosterkirche Lobenfeld, Petersberg (Imhof) 2002, ISBN 3-935590-73-3.
- Horst Eichler: Der Kraichgauer Löß. Bodenerosion als Ressourcenproblem einer alten Kulturlandschaft, Sinsheim 2003, ISBN 3-921214-27-0.
- Hartmut Riehl. Mit Beiträgen von Michael Hassler und Fotografien von Jürgen Alberti: Faszination Kraichgau, Ubstadt-Weiher 2004, ISBN 3-89735-400-4.
- Heinz Hautzinger: Neckarbischofsheim. Eine ehemalige Amtsstadt im nördlichen Kraichgau und ihr Einzugsbereich, Sinsheim 2005, ISBN 3-921214-34-3.
- Karl Dettling: Römerstraßen im Kraichgau und im Unterland, Eppingen 2006, ISBN 3-921214-38-6.

In einer weiteren Publikationsreihe, die sich Kleine Reihe nennt, sind von 2005 bis 2008 weitere acht Bände erschienen. Seit 2011 hat man außerdem zwei Hefte der Reihe Kunstdenkmäler im Kraichgau verausgabt. 2024 beschloss man zudem die Realisierung einer weiteren Schriftenreihe unter dem Titel Den Kraichgau erleben. Darüber hinaus erscheint regelmäßig die Mitgliederzeitschrift Kompaß des Kraichgaus.